# تركيب لويس

تركيب لويس لذرة كربون يظهر إلكترونات التكافؤ الأربعة الخاصة بها.

تركيب لويس لجزيء ثنائي أكسيد الكربون.

تركيب لويس أو بنية لويس أو تمثيل لويس (المعروف أيضا مخطط التمثيل النقطي للإلكترونات أو مخطط لويس للتمثيل النقطي أو صيغة لويس النقطية أو هيكل لويس النقطي أو هيكل الإلكترونات النقطي) هو رسم بياني ثنائي الأبعاد يستخدم في الكيمياء لإظهار الترابط بين ذرات جزيء ما والأزواج الإلكترونات الوحيدة التي قد تكون موجودة في هذا الجزيء. يستخدم مبدئيا لإظهار المواقع النسبية لمختلف الذرات بالنسبة لبعضها وتشكيلات الروابط التكافؤية التي تجمع بين مختلف ذرات المركب إضافة إلى وضع الإلكترونات بالنسبة لذرات الجزيء. يمكن رسم بنية لويس لأي جزيء يحوي رابطة تساهمية بالإضافة إلى المعقدات.
تنسب التسمية إلى العالم جيلبرت نيوتن لويس، الذي قَدَّمهَا في مقالته الذرة والجزيء التي تعود إلى عام 1916. تشبه بنية لويس المخططات النقطية للإلكترونات من حيث أن الإلكترونات التكافؤية تمثل بنقط عندما تكون منفردة وغير متزاوجة، ولكن عندما تكون الإلكترونات مشتركة في الرابطة التساهمية تمثل في بنية لويس على شكل خط متصل.

هيكل لويس لجزيء الماء.

يمكن رسم هيكل لويس لأي جزيء يتمتع برابطة تساهمية أو لأي تركيب معقد تساندي. سمي هيكل لويس على اسم كان اسمه هيكل لويس بعد جيلبرت لويس الذي عرض فكرة الهيكل في مقالة له سنة 1916 تحت عنوان المادة الذرة والجزيء. هيكل لويس متشابه مع المخططات النقطية للإلكترونات في كون إلكترونات التكافؤ في الأزواج الوحيدة تمثل كنقاط ولكن الهيكل يحتوي أيضا على خطوط لتمثيل الأزواج المشتركة في الرابطة الكيميائية (فردية ومزدوجة وثلاثية، الخ).
تظهر هياكل لويس كل ذرة ومكانتها في بنية الجزيء باستخدام رمزه الكيميائي. تُرْسَم خطوط بين الذرات المترابطة (أزواج من النقاط يمكن استخدامها بدلا من الخطوط). تمثل الإلكترونات الزائدة من الأزواج الوحيدة كزوج من النقاط وتُوضَع بجانب الذرات.
على الرغم من أن عناصر المجموعة الرئيسية من الصف الثاني تتفاعل عادة من خلال الحصول أو فقدان أو تقاسم الإلكترونات إلى أن يتحقق التكافؤ في تكوين الإلكترونات على ثمانية (8) الإلكترونات فأن العناصر الأخرى تتبع قواعد مختلفة. عنصر الهيدروجين (H) يمكنه فقط أن يشكل روابط التي تشترك فقط باثنين من الإلكترونات، بينما الفلزات الانتقالية غالباً ما تتوافق مع قاعدة الإثنا عشرية (12)  (على سبيل المثال، مركبات أيون البرمنغنات). عموما، العناصر التي تقع تحت الصف الثاني قادرة على التوسع لاستيعاب إلكترون التكافؤ حتى أكثر من 8 إلكترونات.

نوعان من الصيغ البنائية المكثفة، كلاهما يدل على البوتان.